# پیوند فلزی

پیوند فلزی میان فلزاتی که شبیه مس هستند یافت می‌شود.

پیوند فلزی نوعی از پیوندهای شیمیایی بین اتمی است که میان فلزات دیده می‌شود. چون فلزات نمی‌توانند پیوند کووالانسی برقرار کنند، در یک گروه هشت‌تایی قرار می‌گیرند و الکترون در آن‌ها به راحتی حرکت می‌کند. فلزهایی مانند لیتیم، سدیم و آهن این‌گونه اند.
ما در فلزات مراکز اتم‌ها را به صورت هسته‌هایی با بار مثبت در نظر می‌گیریم که در کنار یکدیگر واقع شده‌اند. این هسته‌های مثبت، الکترون‌های لایه ظرفیت خود را به صورت آزادانه در بین کلیه اتم‌ها رها می‌کنند و به این ترتیب توده ای از الکترون‌های آزاد مابین اتم‌ها جریان می‌یابد که به آن ابر الکترونی (دریای الکترونی) گفته می‌شود.
لذا اتم‌های یک فلز در الکترون‌های ظرفیت همدیگر شریک می‌باشند، این الکترون‌ها با یون به خصوصی پیوند برقرار نمی‌کنند، بلکه در سطوح معین انرژی بین یون‌های مثبت فلز آزادانه حرکت می‌کنند. یون‌های مثبت فلزی به‌علت وجود نیروی جاذبه بین خود و ابر الکترونی در کنار همدیگر قرار می‌گیرند. می‌توان گفت که پیوند فلزی همان پیوند کووالانسی است که بین تعداد اتم‌های بیشماری برقرار می‌شود.

## توجیه خواص فلزات با پیوند فلزی
1. رسانایی الکتریکی: جریان الکتریکی در واقع جریان الکترون هاست، زمانی که دو سر سیم برق DC(برق باتری) را به یک تکه فلز متصل می‌کنیم تعداد زیادی الکترون به سمت قطب مثبت جاری می‌شوند و به وسیلهٔ سیم از فلز خارج می‌شوند، این اتفاق باعث کمبود الکترون در فلز می‌شود و الکترون‌های غیر مستقر قسمت‌های دیگر فلز را به سمت خود می‌کشد و الکترون‌های از دست رفته به وسیلهٔ جریانی از الکترون‌ها جبران می‌شود، با تکرار این روند جریان الکتریکی ایجاد می‌شود.
2. رسانایی گرمایی: دما جنبش الکترون‌های غیر مستقر را افزایش داده و به دلیل پیوستگی این الکترون‌ها، دما به تمام قسمت‌های فلز منتقل می‌شود.
3. درخشندگی و جلای فلزات: تابش نور به الکترون‌های غیر مستقر به آسانی باعث برانگیخته شدن آن‌ها می‌شود و بازگشت آن‌ها به حالت پایه باعث تابش نور مرئی می‌شود، بعضی فلزات به این خاطر رنگی متمایز دارند که الکترون‌هایشان حالت‌های ایستادهٔ متفاوتی نسبت به بقیهٔ فلزات دارند.
4. پدیدهٔ فوتوالکتریک: انرژی دادن به الکترون‌های غیر مستقر (به صورت گرمایی یا تابشی) ممکن است به حدی آن‌ها را برانگیخته کند که آن‌ها را از فلز جدا کرده، و در صورت نیاز می‌توان این الکترون‌ها را در مداری به جریان درآورده و جریان الکتریکی تولید کنیم.
5. چکش خواری: وقتی ضربه ای به فلز وارد می‌شود یون‌های مثبت فلزی در دریای الکترون منفی جابجا می‌شوند اما این دریای الکترون با حفظ پیوستگی یون‌های مثبت فلزی جلوی شکستگی فلز را می‌گیرند.